# Kolosovshchyzna
Kolosovshchyzna är ett vattendrag i Belarus. Det ligger i den västra delen av landet, 220 km väster om huvudstaden Minsk.
Omgivningarna runt Kolosovshchyzna är en mosaik av jordbruksmark och naturlig växtlighet. Runt Kolosovshchyzna är det ganska tätbefolkat, med 75 invånare per kvadratkilometer.